# 幌南小学校前停留場
幌南小学校前停留場（こうなんしょうがっこうまえていりゅうじょう）は、北海道札幌市中央区南21条西6丁目にある札幌市交通事業振興公社（札幌市電）山鼻線の停留場である。停留場番号はSC15。

## 歴史
- 1931年（昭和6年）11月23日 [2] 「二高前」の名称で停留場開業（単線）。
- 1948年（昭和23年）8月24日 「柏中学前」に改称。
- 1951年（昭和26年） 当停留場以北が複線化。
- 1954年（昭和29年）7月 当停留場 - 西線16条間複線化。
- 1965年（昭和40年）11月1日 「山鼻20条」に改称。
- 1973年（昭和48年）11月1日 「幌南小学校前」に改称。
- 2015年（平成27年）4月1日 停留場番号を設定[3]。

## 停留場構造
2面2線の対向式ホーム。北側に内回り（山鼻19条方面）、渡り線を挟んで南側に外回り（東屯田通方面）の安全地帯がある。両方向とも横断歩道に接していない。安全地帯にはロードヒーティングが施され、上屋が設置されている。

## 停留場周辺
- 札幌市立幌南小学校
- 札幌市立柏中学校
- 南22条大橋
- NTT北海道物流センター

## 隣の停留場
札幌市交通局
山鼻線
東屯田通停留場 (SC14) - 幌南小学校前停留場 (SC15) - 山鼻19条停留場 (SC16)